# Gotische Sprache
Die gotische Sprache ist eine germanische Sprache, die von den Goten gesprochen wurde. Sie ist die einzige in längeren Texten überlieferte Form des Ostgermanischen und dank der im 4. Jahrhundert verfassten gotischen Bibelübersetzung, der Wulfilabibel, überliefert in Abschriften des 6. Jahrhunderts wie dem Codex Argenteus, zugleich die älteste literarisch überlieferte Schriftform einer germanischen Sprache.
Das Gotische unterscheidet sich von west- und nordgermanischen Sprachen unter anderem durch den Erhalt der urgermanischen Endung *-z (entsprechend z. B. lateinisch -s) im Nominativ Maskulinum Singular, wo es zu -s entstimmt wurde. Dies ist beispielhaft sichtbar an den Wörtern für Tag, Gast und Sohn, nämlich gotisch dags, gasts, sunus gegenüber althochdeutsch tag, gast, sunu oder altwestnordisch dagr, gestr, sunr (wo sich *-z in -r gewandelt hat, siehe Rhotazismus). Außerdem liefert es die einzigen Belege einiger archaischer Formen (siehe Gotische Grammatik, besonders die Abschnitte zu Verben und Archaismen).

## Geschichte
Im 4. Jahrhundert übersetzte der gotische Bischof Wulfila (auch Ulfilas, 311–382) mit einer Gruppe von Übersetzern die Bibel ins Gotische und schuf so die sogenannte Wulfilabibel. 
Nach dem Ende der gotischen Reiche (Ostgotenreich in Italien, 493–555, und Westgotenreich in Gallien und Spanien, 418–711) ging auch die gotische Sprache weitgehend verloren, wobei in Spanien bereits seit dem Übertritt der gotischen Herrenschicht (nur etwa zwei bis drei Prozent der Bevölkerung waren Goten) vom Arianismus zum Katholizismus und der damit einhergehenden Vermischung der verschiedenen Volksgruppen (Romanen, Goten, Sweben, romanisierte Kelten) unter König Rekkared I. (reg. 586–601) der Gebrauch der gotischen Sprache zugunsten der frühspanischen Umgangssprache zurückging. Es sind nur ungefähr 20 Wörter im heutigen Spanischen nachweisbar, die einen sicher gotischen Ursprung haben.
Nur auf der Halbinsel Krim, bei dem dort zurückgebliebenen Teil der Ostgoten, den späteren Krimgoten, konnte sich das Krimgotische von der Einwanderung Mitte des 3. Jahrhunderts n. Chr. bis in das 18. Jahrhundert halten, bevor es endgültig von der tatarischen Sprache verdrängt wurde. Umstritten ist die Verwandtschaft der gotischen Sprache mit skandinavischen Sprachen, die in der Regel mit der in der gotischen Stammes-Sage angegebenen Herkunft aus Südschweden (siehe Scandza) in Zusammenhang gebracht werden. Immerhin gibt es auffällige Ähnlichkeiten im Wortschatz des Schwedischen (insbesondere des auf Gotland gesprochenen Dialekts Gutamål) und des Gotischen, während das Gotische in morphologischer Hinsicht interessante Ähnlichkeiten zum Althochdeutschen zeigt.

## Gotische Dokumente und Sprachdenkmäler
Nur wenige Zeugnisse des Gotischen sind erhalten. Sie reichen nicht aus, um die gesamte Sprache zu rekonstruieren. Die meisten gotischen Texte sind Übersetzungen aus anderen Sprachen (hauptsächlich aus dem Griechischen), so dass davon ausgegangen werden kann, dass fremdsprachige Elemente diese Texte beeinflusst haben.
Der arianische Bischof Wulfila, der Haupt einer westgotischen christlichen Gemeinde in der römischen Provinz Moesia (im heutigen Bulgarien und Rumänien) war, veranlasste eine Übersetzung der griechischen Bibel ins Gotische. Die erhaltenen Teile dieser Übersetzung machen den allergrößten Teil der bis heute erhaltenen Zeugnisse des Gotischen aus. Neben großen Teilen des Neuen Testaments sind auch einige wenige Fragmente des Alten Testaments erhalten geblieben. Die Wulfilabibel ist dabei eine Übersetzung, die stilistisch – und teilweise auch grammatisch – sehr nah beim Original zu bleiben versucht, sodass es teilweise schwierig ist, zu rekonstruieren, wie die Volkssprache jener Zeit ausgesehen hat.
Neben der Wulfilabibel gibt es nur wenige andere gotische Sprachzeugnisse, etwa einige Runeninschriften, die Skeireins (Bibelauslegungen), ein Bruchstück eines Kalenders und ostgotische Urkundenunterschriften aus dem 6. Jahrhundert.
Neben den Quellen des Gotischen aus der Antike gibt es wenige weitere, wesentlich spätere Denkmäler des Gotischen auf der Krim. Der Status dieser Dokumente ist aber insofern umstritten, als es nicht klar ist, inwieweit diese Denkmäler allein auf das Gotische oder vielleicht auch auf andere, westgermanische Dialekte zurückgehen.
Die Primärquellen für das Gotische sind:

### Der Codex Argenteus
Der heute in Uppsala bewahrte Codex Argenteus, auch Silberbibel genannt, umfasst einschließlich des Speyer-Fragments insgesamt 188 Blätter, die den größeren Teil der vier Evangelien enthalten. Es handelt sich um die umfangreichste Dokumentation des Gotischen in einem zusammenhängenden Text.

### Die Codices Ambrosianus und Taurinensis
Der Codex Ambrosianus (Mailand) und der Codex Taurinensis (Turin): fünf Teile, insgesamt 193 Blätter.
Es handelt sich um das besterhaltene Manuskript einer Wulfilabibel aus dem 6. Jahrhundert (von den nördlichen Ostgoten überliefert) aus dem heutigen Italien. Dieser Codex enthält einen langen Auszug aus den vier Evangelien. Da es sich um eine Übersetzung aus dem Griechischen handelt, ist es voll von Wörtern und Ausdrücken, die dem Griechischen entlehnt wurden. Die Syntax ist sehr eng an die griechische angelehnt. Der Codex Ambrosianus enthält verstreute Passagen aus dem Neuen Testament (einschließlich einiger Teile der Evangelien und Episteln), aus dem Alten Testament (Nehemiah) sowie einige Kommentare, bekannt als Skeireins. Es ist daher wahrscheinlich, dass der Text von den Kopisten in gewissem Umfang verändert wurde.

### Weitere Codices
Es handelt sich um Fragmente der Wulfilabibel.
- Codex Gissensis (Gießen): ein Blatt, Lukasfragment, Kapitel 23–24. Es wurde 1907 in Ägypten gefunden, aber durch einen Wassereinbruch 1945 zerstört.
- Codex Carolinus (Wolfenbüttel): vier Blätter, Fragmente des Römerbriefs, Kapitel 11–15.
- Codex Vaticanus Latinus 5750: drei Blätter, S. 57 f., 59 f. und 61 f. der Skeireins.

### Andere Quellen
- Eine Anzahl unterschiedlicher alter Dokumente: Alphabete, Kalender, Glossen aus verschiedenen Manuskripten und ein paar Runeninschriften (zwischen 3 und 13, beispielsweise der Ring von Pietroassa), die dem Gotischen zugeordnet werden oder nahestehen sollen. Einige Wissenschaftler bezweifeln jedoch, dass all diese Inschriften Gotisch sind.[4]
- Im Jahr 2015 wurden von dem russischen Historiker Andrej Winogradow fünf Graffiti-Inschriften auf Steinplatten wiederentdeckt und als gotisch identifiziert, die 1938 in Mangup ausgegraben worden waren.[5][6] Sie wurden auf die zweite Hälfte des 9. oder erste Hälfte des 10. Jahrhunderts datiert und von Winogradow und Maxim Korobow transkribiert, transliteriert und übersetzt.[7][8]

## Lautlehre
Das Gotische kennt fünf kurze und sieben lange Vokale:
|                 | Vorne      | Vorne     | Vorne     | Vorne      | Hinten     | Hinten     | Hinten     | Hinten    |
| --------------- | ---------- | --------- | --------- | ---------- | ---------- | ---------- | ---------- | --------- |
| ungerundet      | ungerundet | gerundet  | gerundet  | ungerundet | ungerundet | gerundet   | gerundet   |           |
| kurz            | lang       | kurz      | lang      | kurz       | lang       | kurz       | lang       |           |
| Geschlossen     | <i> [⁠i⁠]    | <ei> [i:] | <w> [⁠y⁠] 1 | <w> [y:] 1 |            |            | <u> [⁠u⁠]    | <u> [u:]  |
| Halbgeschlossen |            | <e> [e:]  |           |            |            |            |            | <o> [o:]  |
| Halboffen       | <ai> [⁠ɛ⁠] 2 | <ai> [ɛ:] |           |            |            |            | <au> [⁠ɔ⁠] 2 | <au> [ɔ:] |
| Offen           |            |           |           |            | <a> [⁠a⁠]    | <a> [a:] 3 |            |           |

- 1 Nur = υ, οι in griechischen Lehnwörtern (swnagoge = συναγωγή, Lwstrws = Λύστροις).
- 2 Vor /r, h, ʍ/ (taíhun „Zehn“, waúrd „Wort“),[11] in der Reduplikationssilbe (saíslep „schlief“)[12] und in griechischen und lateinischen Lehnwörtern (apaústaúlus = ἀπόστολος, laíktjo = lectio).
- 3 Nur aus Ersatzdehnung (brāhta < *branhtē „brachte“).

Von den germanischen Diphthongen ist nur noch [iu] <iu> erhalten. Einige Forscher nehmen an, dass die germanischen Diphthonge ai und au in Wulfilas Sprache immer noch als [ai] bzw. [au] ausgesprochen wurden; eine andere Ansicht ist, dass sie monophthongiert worden waren. In den gotischen Namen schreiben die lateinischen Schriftsteller dafür einen Monophthong ab dem 4. Jahrhundert (Austrogoti > Ostrogoti). Allerdings schreibt die Historia Augusta (ca. 360(?), also wahrscheinlich zur Zeit Wulfilas) Austrogothi; die o für au sind alle jünger. Ob noch im 6. Jahrhundert bei Jordanes Gapt, dessen p vielleicht wie [⁠w⁠] ausgesprochen wurde, für Gaut stehen könnte, ist ungewiss. Auch ai ist zumindest bis 400 erhalten (Gainas, Radagaisus). Der Ring von Pietroassa hat hailag. Das während der Wandalenherrschaft in Afrika, also ca. 430–530, entstandene Gedicht De conviviis barbaris der Anthologia Latina hat eils, also ebenfalls Diphthong. Die Wiedergabe griechischer Wörter im Bibelgotisch spricht hingegen für eine monophthongische Aussprache (z. B. Pawlus); e und o sind also immer lang, auch wenn sie nicht durch Akzente gekennzeichnet sind. Langes „i“ wird durch ei dargestellt.
Die Konsonanten sind:
|                 | Labiale              | Labiale   | Dentale   | Dentale   | Alveolare            | Alveolare | Palatale  | Palatale     | Velare               | Velare       | Labiovelare            | Labiovelare     | Laryngale |
| --------------- | -------------------- | --------- | --------- | --------- | -------------------- | --------- | --------- | ------------ | -------------------- | ------------ | ---------------------- | --------------- | --------- |
| stimmlos        | stimmhaft            | stimmlos  | stimmhaft | stimmlos  | stimmhaft            | stimmlos  | stimmhaft | stimmlos     | stimmhaft            | stimmlos     | stimmhaft              | stimmlos        |           |
| Verschlusslaute | <p> [p⁽ʰ⁾] <b> [b̥] 1 | <b> [⁠b⁠] 2 |           |           | <t> [t⁽ʰ⁾] <d> [d̥] 1 | <d> [⁠d⁠] 2 |           | ?<ddj> [⁠ɟ⁠] 3 | <k> [k⁽ʰ⁾] <g> [g̊] 1 | <g> [⁠g⁠] 2    | <q> [kʷ⁽ʰ⁾] <g> [g̊ʷ] 1 | <gw> [gʷ] 3,4,5 |           |
| Reibelaute      | <f> [ɸ, f]           | <b> [⁠β⁠] 3 | <þ> [⁠θ⁠]   | <d> [⁠ð⁠] 3 | <s> [⁠s⁠]              | <z> [⁠z⁠] 3 |           |              | <g> [⁠x⁠] 4 <h> [⁠x⁠] 5  | <g> [⁠ɣ⁠] 3    |                        |                 |           |
| Approximanten   |                      |           |           |           |                      |           |           | <j> [⁠j⁠]      |                      |              | <ƕ> [⁠ʍ⁠]                | <w> [⁠w⁠]         | <h> [⁠h⁠]   |
| Nasale          | <m> [⁠m⁠]              | <m> [⁠m⁠]   |           |           | <n> [⁠n⁠]              | <n> [⁠n⁠]   |           |              | <g, n> [⁠ŋ⁠] 6         | <g, n> [⁠ŋ⁠] 6 |                        |                 |           |
| Laterale        |                      |           |           |           | <l> [⁠l⁠]              | <l> [⁠l⁠]   |           |              |                      |              |                        |                 |           |
| Vibranten       |                      |           |           |           | <r> [⁠r⁠]              | <r> [⁠r⁠]   |           |              |                      |              |                        |                 |           |

- 1 Im Auslaut nach einem Nasal.
- 2 Im Anlaut und nach einem Nasal.
- 3 Im Inlaut.
- 4 Im Auslaut oder vor einem stimmlosen Konsonanten.
- 5 Vor einem Konsonanten.
- 6 Vor velaren Okklusiven.

Lautlich (phonologisch) hat sich vom Urgermanischen zum Gotischen weniger verändert als zu den übrigen altgermanischen Sprachen. Dies hängt sehr wahrscheinlich auch damit zusammen, dass die Überlieferung des Gotischen – mit Ausnahme der urnordischen Runeninschriften – fast dreihundert Jahre vor der Überlieferung der anderen germanischen Sprachen einsetzt.
Die folgenden Lautgesetze werden angewandt:
- germ. e > got. i (auch im Diphthong eu > iu)
- i und u werden vor r, h, ƕ zu aí [⁠ɛ⁠] bzw. aú [⁠ɔ⁠] geöffnet.
- Auslautverhärtung: b, d, g, z werden im absoluten Auslaut und vor s zu f, þ, h (g), s
- Verschärfung: ww, jj > ggw (triggws „treu“), ddj (-waddjus „Wand“)

Die spanische Sprache verfügt über einige Laute, die im Germanischen, nicht aber im Lateinischen als Grundlage des Spanischen vorhanden waren: [χ], [β], [ð], [ɣ] und [θ]. Möglicherweise wurden diese Phoneme aus dem (West-)Gotischen ins Iberoromanische importiert. Wolfram Euler geht davon aus, dass dieser Import durch westgotische Muttersprachler erfolgte und „dass die Aussprache des heutigen Spanischen hinsichtlich seines Phonembestandes also auf ein mit germanischem Akzent gesprochenes Iberoromanisch zurückgeht“. Aus hispanistischer Sicht ist diese Hypothese allerdings unhaltbar, da die entsprechenden Laute im Altspanischen noch nicht vorhanden waren, sich erst im Mittelspanischen in dieser Form entwickelt haben und z. T. keineswegs Bestandteil der spanischen Koiné sind (Allophonie).

## Grammatik
Im Gotischen gibt es dieselben vier Fälle (Kasus) wie im Deutschen: Nominativ zur Bezeichnung des Subjektes, Genitiv, Dativ und Akkusativ zur Bezeichnung des direkten Objektes (vgl. Patiens). Ein Instrumental ist (anders als im Althochdeutschen) nur bei einigen Pronomen erhalten. In den Substantivklassen, die im Nominativ Singular die Endung -s haben, ist der Vokativ identisch mit dem Akkusativ.
Darüber hinaus existieren zwei Zeiten (Tempora) (Vergangenheit und Nicht-Vergangenheit) und drei Numeri (Singular, Dual, Plural). Der Dual existiert nur bei Personalpronomina und Verben.

### Personalpronomen
Die Deklination der Personalpronomina im Gotischen:
| Numerus  | Person | Genus      | Nominativ | Akkusativ  | Genitiv | Dativ      |
| -------- | ------ | ---------- | --------- | ---------- | ------- | ---------- |
| Singular | 1.     |            | ik        | mik        | meina   | mis        |
| Singular | 2.     |            | þu        | þuk        | þeina   | þus        |
| Singular | 3.     | Maskulinum | is        | ina        | is      | imma       |
| Singular | 3.     | Femininum  | si        | ija        | izos    | izai       |
| Singular | 3.     | Neutrum    | ita       | ita        | is      | imma       |
| Dual     | 1.     |            | wit       | ugkis      | *ugkara | ugkis      |
| Dual     | 2.     |            | *jut      | igqis      | igqara  | igqis      |
| Plural   | 1.     |            | weis      | uns, unsis | unsara  | uns, unsis |
| Plural   | 2.     |            | jus       | izwis      | izwara  | izwis      |
| Plural   | 3.     | Maskulinum | eis       | ins        | ize     | im         |
| Plural   | 3.     | Femininum  | *ijos     | ijos       | izo     | im         |
| Plural   | 3.     | Neutrum    | ija       | *ija       | *ize    | im         |

Der Stern (*) bezeichnet erschlossene, nicht belegte Formen.

### Syntax
In der Bibelübersetzung ist die Satzstellung häufig an das griechische Vorbild angeglichen, was zeigt, dass die Satzstellung offenbar keinen allzu festen Regeln unterworfen war wie etwa im Englischen. Wie in allen germanischen Sprachen werden die Elemente, die als (Adjektiv-)Attribut fungieren, vorangestellt: sa alþa wulfs „der alte Wolf“.
Der bestimmte Artikel sa, sô, þata ist noch nicht (wie im Altgriechischen) zum bloßen Formwort degradiert, einen unbestimmten Artikel gibt es nicht. Das Personalpronomen als Subjekt ist nicht immer obligatorisch.
Entscheidungsfragen können durch die (enklitische) Partikel -u gebildet werden: niu qimis þu? „kommst du nicht?“; wird eine Verneinung als Antwort erwartet, benutzt man ibai: ibai qimis „du kommst nicht, oder?“.

### Substantive
Gotische Substantive lassen sich in etwa ein Dutzend verschiedener Klassen einteilen, von denen die meisten Klassen im Neuhochdeutschen nicht mehr existieren. Ein Deklinationsbeispiel anhand des Substantives sunus „Sohn“ (u-Stamm):
```
 
           Singular Plural Singular Plural

 
Nominativ
  
sunus sunjus
               „(der) Sohn – (die) Söhne“
 
Genitiv
    
sunaus suniwê
               „(des) Sohnes – (der) Söhne“
 
Dativ
      
sunau sunum
                „(dem) Sohne – (den) Söhnen“
 
Akkusativ
  
sunu sununs
               „(den) Sohn – (die) Söhne“
 
Vokativ
    
sun(a)u!     (sunjus!)
            „(o/du) Sohn! – (o/ihr) Söhne!“
```

Bemerkenswert ist die Ähnlichkeit mit der litauischen Sprache: sūnus, sūnaus, sūnui, sūnų, sūnau!

#### Die gotischen Substantivklassen („Stämme“)
```
 
Klasse Unterteilungen Geschlecht Beispiel
```

```
 
  Vokalische Stämme:

 a-Klasse a, ja, wa maskulin, neutral     
dags
 „Tag“, 
hlaifs
 „Brot“
 ô-Klasse       ô, jô, wô              feminin               
giba
 „Gabe“
 i-Klasse       –                      maskulin, feminin     
gasts
 „Gast“
 u-Klasse       –                      alle                  
sunus
 „Sohn“
```

```
 
  Konsonantische Stämme:

 n-Klasse an-Stämme maskulin, neutral     
hraba
 „Rabe“ (m.), 
hairtô
 „Herz“ (n.)
                ôn-Stämme feminin               
tungo
 „Zunge“
                în-Stämme feminin               
managei
 „Menge“
 r-Klasse       –                      maskulin, feminin     
broþar
 „Bruder“
 nd-Klasse      –                      alle                  
nasjands
 „Retter“
 Wurzelflektierende Stämme alle                  
baurgs
 „Burg, Stadt“
```

Die Deklination der einzelnen Klassen ist weder einheitlich noch frei von Unregelmäßigkeiten, zusätzlich gibt es noch Unterklassen (z. B. die ja- und wa-Stämme) – einige Klassen umfassen sogar nur eine Handvoll Substantive (z. B. gibt es nur einen neutralen u-Stamm: faihu „das Vieh“). Deshalb wird hier nur die Deklination der regelmäßigen Substantive in den häufigsten Klassen beschrieben (von oben nach unten: Nominativ – Genitiv – Dativ – Akkusativ, links Singular, rechts Plural):
```
 
a-Stämme o-Stämme i-Stämme an-Stämme maskulin
```

```
 
hlaifs *   hlaibos giba gibos gasts*      gasteis hraba hrabans

 
hlaibis hlaibe gibos gibo gastis gaste hrabins hrabane

 
hlaiba hlaibam gibai gibom gasta gastim hrabin hrabam

 
hlaif *    hlaibans
     (= Nominativ)          
gast*       gastins hraban
    (=
 
Nominativ)
```

```
 * Vor 
-s
 und am Wortende tritt „Auslautverhärtung“ ein: 
b>f, d>þ, g>h
.
```

```
 „Brot“ „Brote“ „Gabe“ „Gaben“ „Gast“ „Gäste“ „Rabe“ „Raben“
```

### Verben
Fast alle gotischen Verben werden nach dem urindogermanischen Prinzip der sogenannten „thematischen“ Konjugation flektiert, das heißt, sie setzen einen sogenannten Themavokal zwischen Wurzel und Flexionssuffix ein. Die für das Indogermanische rekonstruierten Themavokale sind *e und *o, im Gotischen sind sie weiterentwickelt zu i und u. Die andere, „athematische“ Konjugation, bei der Suffixe direkt an die Wurzel angefügt werden, existiert im Gotischen nur noch beim Verb wisan „sein“ sowie bei einigen Klassen der schwach deklinierten Verben (z. B. behält das Verb salbôn „salben“ seinen Stamm salbô- stets unverändert bei, es treten keine Themavokale hinzu wie z. B. bei baíran (s. u.)).
Das athematische Verb wisan zeigt im Indikativ Präsens wie in allen indogermanischen Sprachen viele Unregelmäßigkeiten aufgrund des Wechsels von Normal- und Schwundstufe:
Präsens Indikativ: ik im, þu is, is ist; wis si(j)um, jus si(j)uþ, eis sind
Wie in allen germanischen Sprachen gibt es zwei Gruppen von Verben, die als „stark“ bzw. „schwach“ bezeichnet werden. Schwache Verben bilden das Präteritum durch das Suffix -da/-ta, starke durch Ablaut:
schwach: salbôn – salbôda – salbôdedun – salboþs, „salben – ich/er salbte – sie salbten – gesalbt“
stark: qiman – qam – qemun – qumans, „kommen – ich/er kam – sie kamen – gekommen“

#### Archaismen
Das Gotische hat einige archaische Elemente aus urindogermanischer Zeit bewahrt: Zum einen zwei Dualformen („wir beide“ und „ihr beide“), zum anderen ein synthetisches (Medio-)Passiv im Präsens:
Dual Indikativ:
baíros „wir beide tragen“, sôkjôs „wir beide suchen“
báirats „ihr beide tragt“, sôkjats „ihr beide sucht“
Dual Optativ:
baíraiwa „wir beide trügen“, salbôwa „wir beide salbten“
baíraits „ihr beide traget“, salbôts „ihr beide salbet“
Dual Imperativ:
baírats! „ihr beide sollt tragen!“, salbôts! „ihr beide sollt salben!“
Dual Präteritum:
Indikativ: bêru, bêruts / salbôdêdu, salbôdêduts
Optativ: bêrweiwa, bereits / salbôdeiwa, salbôdeits
Passiv Indikativ:
1. und 3. Person Singular: baírada / salbôda „werde|wird getragen / gesalbt“
2. Person Singular: baíraza / salbôza „wirst getragen / gesalbt“
im ganzen Plural: baíranda / salbônda „werden|werdet getragen / gesalbt“
Passiv Optativ:
1. und 3. Person Singular: baíraidau / habaidau „würde getragen / gehabt“
2. Person Singular: baíraidau / habaizau „werdest getragen / gehabt“
im ganzen Plural: baíraindau / habaindau „werden|werdet getragen / gehabt“
Anmerkungen: Die ich-Form ist im Passiv durch die 3. Person Singular ersetzt worden. Im Plural ersetzt die 3. Person die wir- und ihr-Form. Im Folgenden wird auf die Dual- und Passivformen nicht weiter eingegangen.

#### Starke Verben
baíran „tragen“
Präsens Indikativ:
baíra, baíris, baíriþ; baíram, baíriþ, baírand
Präsens Optativ:
baírau, baírais, baírai; baíraima, baíraiþ, baíraina
Präsens Imperativ:
-, baír!, baíradau!; (baíram!), (baíriþ!), baírandau!
Präteritum Indikativ:
bar, bart, bar; bêrum, bêruþ, bêrun
Präteritum Optativ:
bêrjau, bêreis, bêri; bêreima, bêreiþ, bêreina
Infinitiv:
baíran „tragen“
Partizip Präsens:
baírands „tragend“
Partizip Perfekt Passiv:
baúrans „getragen“

#### Schwache Verben
Die schwachen Verben werden in vier Gruppen eingeteilt, getrennt durch den Themavokal:
Gruppe 1a: nasjan „retten“ (kurze Wurzelsilbe)
Gruppe 1b: sôkjan „suchen“ (lange Wurzelsilbe)
Gruppe 2: salbôn „salben“ (ô-Klasse)
Gruppe 3: haban „haben“ (ei-Klasse)
Gruppe 4: fullnan „voll werden“ (na-Klasse)
Präsens Indikativ:
nasja, nasjis, nasjiþ; nasjam, nasjiþ, nasjand
Präsens Optativ:
nasjau, nasjais, nasjai; nasjaima, nasjaiþ, nasjaina
Präsens Imperativ:
-, nasei!, nasjadau!; (nasjam!), (nasjiþ), nasjandau!
Präteritum Indikativ:
nasida, nasidês, nasida; nasidêdum, nasidêduþ, nasidêdun
Präteritum Optativ:
nasidêdjau, nasidêdeis, nasidêdi; nasidêdeima, nasidêdeiþ, nasidêdeina
Partizip Präsens:
nasjands „rettend“
Partizip Perfekt Passiv:
nasiþs „gerettet“
Gruppe 1b hat ei statt ji: sôkeis „suchst“, sôkida „suchte“
Gruppe 2 hat immer ô: salbô „salbe“, salbôda „salbte“
Gruppe 4 geht wie Gruppe 1a: fullna „werde voll“, fulln! „werde voll!“, aber Präteritum: fullnô-da „wurde voll“
Gruppe 3 hat:
- ai statt ji: habais „hast“, habaiþ „hat/habt“,
- ai statt jai: habai „(er) habe“
- ai statt ei: habai! „habe!“
- ai statt i: habaîda „hatte“
- sonst a(u): haba; habam – habau; habaima – habandau!

## Sprachbeispiel: Vaterunser
Der Text des Vaterunsers (Mt 6,9–13 ) ist im Codex Argenteus auf fol. 4 recto, letzte Zeile, und auf fol. 5 verso, Zeilen 1 bis 12, zu finden. Der nachfolgenden Abschrift ist eine Transliteration beigefügt. Zur genaueren Beschreibung der Schriftzeichen, Interpunktion und Worttrennung des Vaterunsers siehe Artikel Gotisches Alphabet.
Wörtliche Übersetzung:
Vater unser, du in {den} Himmeln,
erweihe {sich der} Name dein.
Komme [König-]Reich dein.
Werde Wille dein,
wie in {dem} Himmel und auf Erden.
Laib unseren den täglichen gib uns {an} diesem Tage.
Und ablass uns, dass {wir} Schuldner seien,
so-wie auch wir ablassen den Schuldnern unseren.
Und nicht bringest uns in Versuchung,
sondern löse uns ab dem Üblen.
Denn dein ist {das} [König-]Reich
und {die} Macht und {die} Herrlichkeit in Ewigkeiten.
Amen.
Aussprache:
þ wie englisches stimmloses th

h vor Konsonant/am Wortende wie „ch“ in ‚ach‘

ai wie langes, offenes „ä“

ei wie langes, geschlossenes „i“

au wie langes, offenes „o“

iu etwa wie „iw“
Siehe auch: Codex Argenteus, Gotisches Alphabet, Wulfilabibel

### Hand- oder Lehrbücher und Grammatiken
- Wilhelm Braune (Begründer), Frank Heidermanns (Bearbeitung): Gotische Grammatik. (= Sammlung kurzer Grammatiken germanischer Dialekte. Hauptreihe A, Band 1). 20. Auflage. Max Niemeyer, Tübingen 2004, ISBN 3-484-10852-5, ISBN 3-484-10850-9.
- Mirra Moissejewna Guchman: Готский язык: Пособие для филологов-германистов (Die gotische Sprache: Lehrbuch für Philologen und Germanisten). Lomonossow-Universität Moskau, Moskau 1998.
- Ernst Kieckers: Handbuch der vergleichenden gotischen Grammatik. 2. Auflage. Max Hueber, München 1960.
- Wolfgang Krause: Handbuch des Gotischen. C.H. Beck Verlag, München 1994, ISBN 3-406-09536-4.
- D. Gary Miller: The Oxford Gothic Grammar. Oxford University Press, Oxford 2019, ISBN 9780198813590, ISBN 9780191851438.
- Fernand Mossé: Manuel de la langue gotique. Paris 1942.
- Wilhelm Streitberg: Gotisches Elementarbuch. Germanische Bibliothek I, Sammlung germanischer Elementar- und Handbücher, I. Reihe Grammatiken, Band 2, Heidelberg 1920, 5. und 6. neubearbeitete Auflage (Faksimile, PDF (Memento vom 10. April 2022 im Internet Archive)).
- Joseph Wright: Grammar of the Gothic Language. 2. Auflage. Clarendon Press, Oxford 1958.

### Textausgaben
- Hermann Jantzen: Gotische Sprachdenkmäler. Sammlung Göschen, Leipzig 1900.
- Christian Tobias Petersen: Gotica Minora. (urspr. Hanau) 2001 u. ö.
- Wilhelm Streitberg: Der gotische Text und seine griechische Vorlage, mit Einleitung, Lesarten und Quellennachweisen sowie den kleineren Denkmälern als Anhang, mit einem Nachtrag von Piergiuseppe Scardigli (= Die gotische Bibel. Band 1). 7. Auflage. Heidelberg 2000, ISBN 3-8253-0745-X, ISBN 3-8253-0746-8.
- Elfriede Stutz: Gotische Literaturdenkmäler. Stuttgart 1966.

### Wörterbücher
- Gerhard Hubert Balg: A comparative glossary of the Gothic language with especial reference to English and German. New York: Westermann & Company, 1889 (Textarchiv – Internet Archive).
- Ernst Schulze: Gothisches Wörterbuch nebst Flexionslehre. Züllichau 1867 (Digitalisat).
- Wilhelm Streitberg: Gotisch-Griechisch-Deutsches Wörterbuch (um zwei neue Wörter ergänzt von Piergiuseppe Scardigli) (= Die gotische Bibel. Band 2). 6. Auflage. Heidelberg 2000, ISBN 3-8253-0745-X, ISBN 3-8253-0746-8.

### Weitere Forschungsliteratur
- Fausto Cercignani: The Development of the Gothic Short/Lax Subsystem. In: Zeitschrift für vergleichende Sprachforschung, 93/2, 1979, S. 272–278.
- Fausto Cercignani: The Reduplicating Syllable and Internal Open Juncture in Gothic. In: Zeitschrift für vergleichende Sprachforschung, 93/1, 1979, S. 126–132.
- Fausto Cercignani: The Enfants Terribles of Gothic “Breaking”: hiri, aiþþau, etc. In: The Journal of Indo-European Studies, 12/3-4, 1984, S. 315–344.
- Fausto Cercignani: The Development of the Gothic Vocalic System. In: Germanic Dialects: Linguistic and Philological Investigations, edited by Bela Brogyanyi and Thomas Krömmelbein, Benjamins, Amsterdam/Philadelphia 1986, S. 121–151.
- Wolfram Euler, Konrad Badenheuer: Sprache und Herkunft der Germanen – Abriss des Protogermanischen vor der Ersten Lautverschiebung. London/Hamburg 2009, ISBN 978-3-9812110-1-6 (244 S.).
- Geoffrey Kovari: Studien zum germanischen Artikel. Entstehung und Verwendung des Artikels im Gotischen. Wiener Arbeiten zur germanischen Altertumskunde und Philologie 26, zugleich: Dissertation, Universität Wien. Halosar, Wien 1984 (224 S.).
- Harald Haarmann: Gotisch. In: Miloš Okuka, Gerald Krenn (Hrsg.): Lexikon der Sprachen des europäischen Ostens (= Wieser-Enzyklopädie des europäischen Ostens. Band 10). Wieser Verlag, Klagenfurt/Celovec 2002, ISBN 3-85129-510-2, S. 171–173 (aau.at [PDF]).
- Stefan Schaffner: Gothic and Other East Germanic Varieties. In: Oxford Research Encyclopedia of Linguistics 2024 (PDF).